# مریلین یالوم
مریلین یالوم (به انگلیسی: Marilyn Yalom) با نام اصلی مریلین کونیک (Marilyn Koenick؛ زاده ۱۰ مارس ۱۹۳۲ – درگذشته ۲۰ نوامبر ۲۰۱۹) یک تاریخدان و نویسنده فمینیست آمریکایی بود.
او یک محقق ارشد در مؤسسهٔ تحقیقات جنسیت کلایمن (به انگلیسی: Clayman) در دانشگاه استنفورد است و استاد دانشگاه سابق در فرانسه است، وی از سال ۱۹۸۴ تا ۱۹۸۵ به عنوان مدیر مؤسسهٔ تحقیقات جنسیت مشغول به کار بود.
مریلین یالوم، همسر اروین د. یالوم روان‌پزشک و نویسنده است.

## زندگی
مریلین یالوم به عنوان دومین فرزند از سه دختر یک خانواده مهاجر روس-یهودی در واشینگتن، دی.سی. به دنیا آمد و رشد کرد. او در سوربن (دانشگاه تاریخی) پاریس در رشته ادبیات تطبیقی تحصیل و در سال ۱۹۵۳ مدرک خود را دریافت کرد. در سال ۱۹۵۴ مقطع کارشناسی در کالج ولزلی و ۱۹۵۵ کارشناسی ارشد در رشته‌های فرانسه و آلمانی را در دانشگاه هاروارد به پایان رساند. در سال ۱۹۶۳ با دفاع از رساله خود با عنوان «اسطوره محاکمه در آثار کافکا و کامو» از دانشگاه جانز هاپکینز فارغ‌التحصیل شد. در پی آن او پروفسور دانشگاه ایالتی کالیفرنیا در هیوارد همچنین عضو هیئت علمی دانشگاه هاوایی بود و در استنفورد تدریس می‌کرد. از ۱۹۷۶ تا ۱۹۸۷ قائم مقام مدیریت مرکز نوبنیاد پژوهش‌های زنان دانشگاه استنفورد بود که بعداً به مؤسسه مطالعات جنسیت کلیمن تغییر نام داد.
از زمان کناره‌گیری از نیابت مدیریت این مؤسسه، یالوم بر نگارش آثار غیرداستانی با موضوع تاریخ فرهنگ، هنر و اجتماع و همچنین تاریخ پزشکی تمرکز کرده است. کتاب او «دوستی زنان در گذر زمان» که در سال ۲۰۱۵ منتشر شده بود، برای اولین‌بار توسط ثمین موثقی و زهرا حسینیان به زبان فارسی ترجمه و توسط نشر سیب سرخ در زمستان ۱۴۰۳ به چاپ رسید.